# Rugosocleptes rugicollis
Rugosocleptes rugicollis är en skalbaggsart som först beskrevs av Fauvel 1906.  Rugosocleptes rugicollis ingår i släktet Rugosocleptes och familjen långhorningar. Inga underarter finns listade i Catalogue of Life.